# Parascepsis solox
Parascepsis solox là một loài bướm đêm thuộc phân họ Arctiinae, họ Erebidae.